# 캡틴 아메리카
캡틴 아메리카(Captain America)는 미국의 만화 캐릭터로 마블 코믹스의 만화책에 등장하는 슈퍼히어로이자, 해당 만화책 시리즈의 이름이다.

## 개요
캡틴 아메리카는 1940년대 마블 코믹스의 전신인 타임리 코믹스에서 1941년 3월 발간한 《캡틴 아메리카 코믹스》 #1에서 처음 등장했으며 조 사이먼과 잭 커비에 의해 만들어졌다. 캡틴 아메리카의 만화책은 2007년까지 75개국에서 약 2억 1천만 부가 팔렸다. 거의 모든 이 캐릭터의 출판본에서는 캡틴 아메리카가 미국의 2차 세계대전 중 노력의 일환으로 진행된 실험용 혈청을 맞고 완전한 인간의 정점으로 강화된 약한 젊은이 스티브 로저스(Steve Rogers)의 분신으로 등장한다.
캡틴 아메리카는 미국 국기인 성조기를 모티프로 한 코스튬을 입고 무기로서 던질 수 있는 파괴되지 않는 방패로 무장했다. 제 2차 세계대전의 주요한 힘으로 싸우는 강력한 애국심을 가진 이 가상인물은 전쟁 기간 동안 타임리 코믹스의 가장 인기있는 캐릭터였다. 전쟁이 끝난 후 캡틴 아메리카의 인기는 떨어졌고 1953년 반짝 인기를 제외하고는 1950년대 이후 사라졌다.
캡틴 아메리카는 실버 에이지 시대에 마블 코믹스에서 재등장했다. 1964년 3월 발간한 《어벤저스》 #4에서 슈퍼 히어로 팀 어벤저스는 가사 상태의 캡틴 아메리카를 소생시키는데 그때부터 그는 자신의 스토리에 출연하는 것과 더불어 어벤저스에서 주로 리더를 맡았다.
스티브 로저스는 나중에 살아있음이 드러났는데도 불구하고 2007년 3월 발간한 《캡틴 아메리카》 vol.5 #25에서 암살된 것으로 알려져 있다.
2004년 시작된 에드 부르베이커의 캡틴 아메리카 시리즈는 2차세계대전 시절 캡틴 아메리카의 사이드킥이었던 제임스 뷰캐넌 반즈(버키 반즈)의 부활을 그린다. 이 시리즈에서 버키는 러시아 소속의 암살자 '윈터 솔져Winder Soldier'가 되어 활동하고 있는 것으로 드러났다.
그는 전쟁 당시 물에 빠져 죽은 것으로 알려졌으나, 사실은 캡틴 아메리카와 함께 싸운 적 있는 러시아 장군 카르포프와 그의 수하들에 의해 구출되었다. 이 과정에서 버키의 기억이 모두 사라졌고, 팔 하나를 잃게 되었는데, KGB는 첨단로봇외지장착기술Advanced Robotic Appendages and Attachment을 이용하여 버키에게 강철 의수를 붙여주는데 성공하였던 것이다. 이후 냉전시대 동안 버키는 러시아 밑에서 세뇌되어 미국의 주요 인사들을 암살했다.
현대로 들어서면서 카르포프의 명령에 따라 윈터 솔져는 냉동인간 상태로 돌아갔다. 그러나 루킨 장군은 캡틴 아메리카에게 최대의 고통을 줄 목적으로 윈터 솔져를 이용하기 시작한다. 이 때 시점은 2004년. 윈터 솔져는 루킨의 명에 따라 레드 스컬을 죽였으며 레드 스컬이 가지던 코스믹 큐브도 탈환해왔다. 코스믹 큐브는 사용자에게 현실 조작의 힘을 주는 무기다. 루킨은 이것을 이용해 캡틴 아메리카의 기억을 마구 바꾸며 그를 고통스럽게 하였다.
하지만 코스믹 큐브가 루킨의 정신에도 악영향을 미치면서 루킨은 그것을 창고에 넣어두고 다신 꺼내지 않으려고 했다. 그러나 이 과정에서 캡틴 아메리카와 팔콘, 그리고 샤론 카터(에이전트 13)이 난입하면서 윈터 솔져가 그들을 막기 위해 투입되었다. 전투 끝에 캡틴 아메리카는 코스믹 큐브를 다시 빼앗아 버키에게 자신이 누군지 기억하게 한다.
캡틴 아메리카는 마블 코믹스에서 1944년에 개봉된 영화 《캡틴 아메리카》를 포함해 첫 번째로 만화 이외의 다른 미디어에 등장한 캐릭터이다. 그 이후로 캡틴 아메리카는 2011년 7월 22일에 개봉한 크리스 에반스 주연의 《퍼스트 어벤져》, 2012년 5월 4일에 개봉한 《어벤져스》와 같이 여러 영화들과 TV 시리즈들에 출연했다.
캡틴 아메리카는 IGN이 정한 2011년의 만화 주인공 100인 중 6위에 선정되기도 하였다.

## 모습

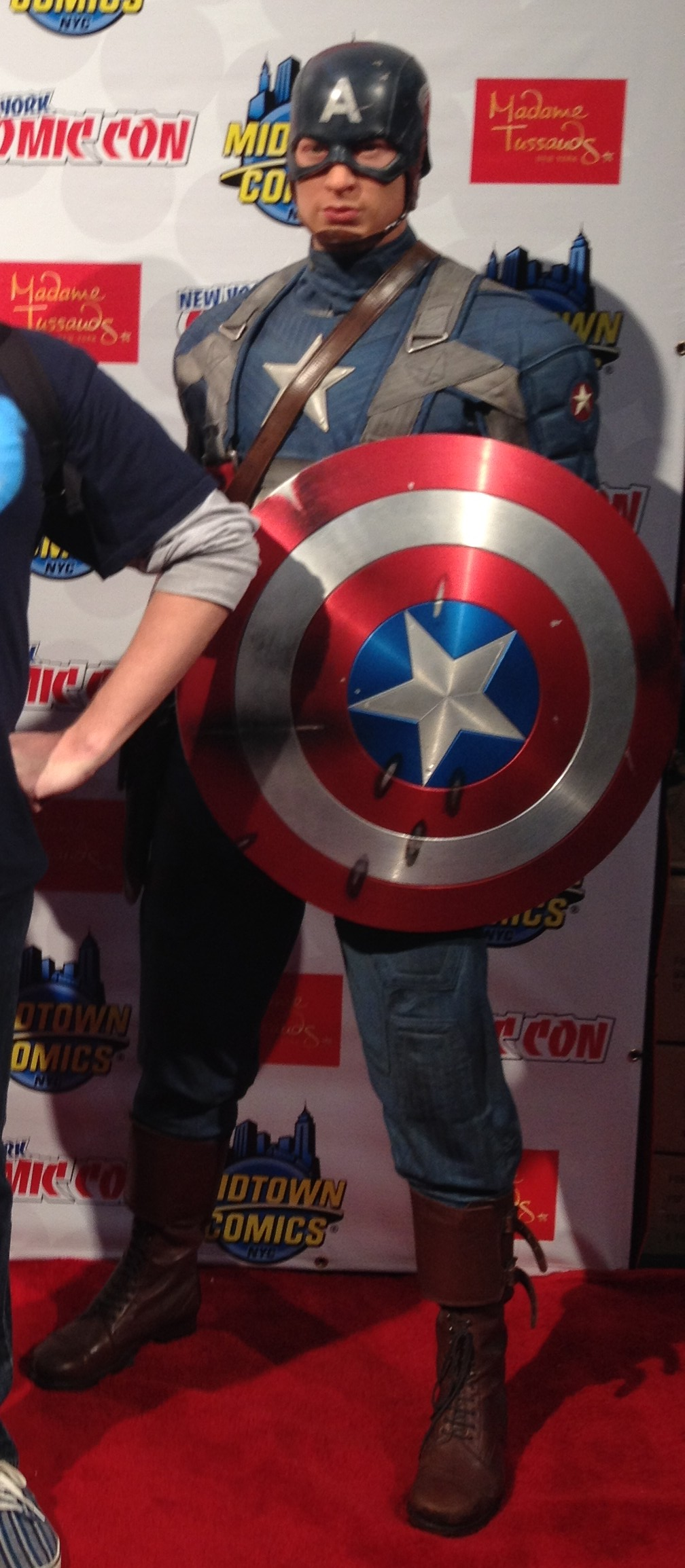
퍼스트 어벤져에서의 모습

## 같이 보기
- 버키 반즈
- 팔콘